# Westdorpbuurt
Westdorpbuurt is een niet meer bestaande buurtschap in de gemeente Winterswijk, gelegen in de Achterhoek, een streek in de Nederlandse provincie Gelderland. Het bestond uit bos, heide, landbouwgebied en verspreide huizen. Door de uitbreiding van Winterswijk werden steeds grotere delen van Dorpbuurt onderdeel van het dorp Winterswijk.
Naast Westdorpbuurt bestond er ook nog een Oostdorpbuurt. De beide Dorpbuurten bestreken het deel buiten de bebouwde kom van Winterswijk. Westdorpbuurt liep nog vrij door richting Corle. Dorpbuurt werd aangegeven met de letter L. De L-nummers zijn per 1 oktober 1953 vervangen door straatnamen.
Net als in Oostdorpbuurt, nu bekend onder de naam Vosseveld, houdt men in Westdorpbuurt, deels samenvallend met het gebied Tuunterveld, nog jaarlijks zijn eigen volksfeest.

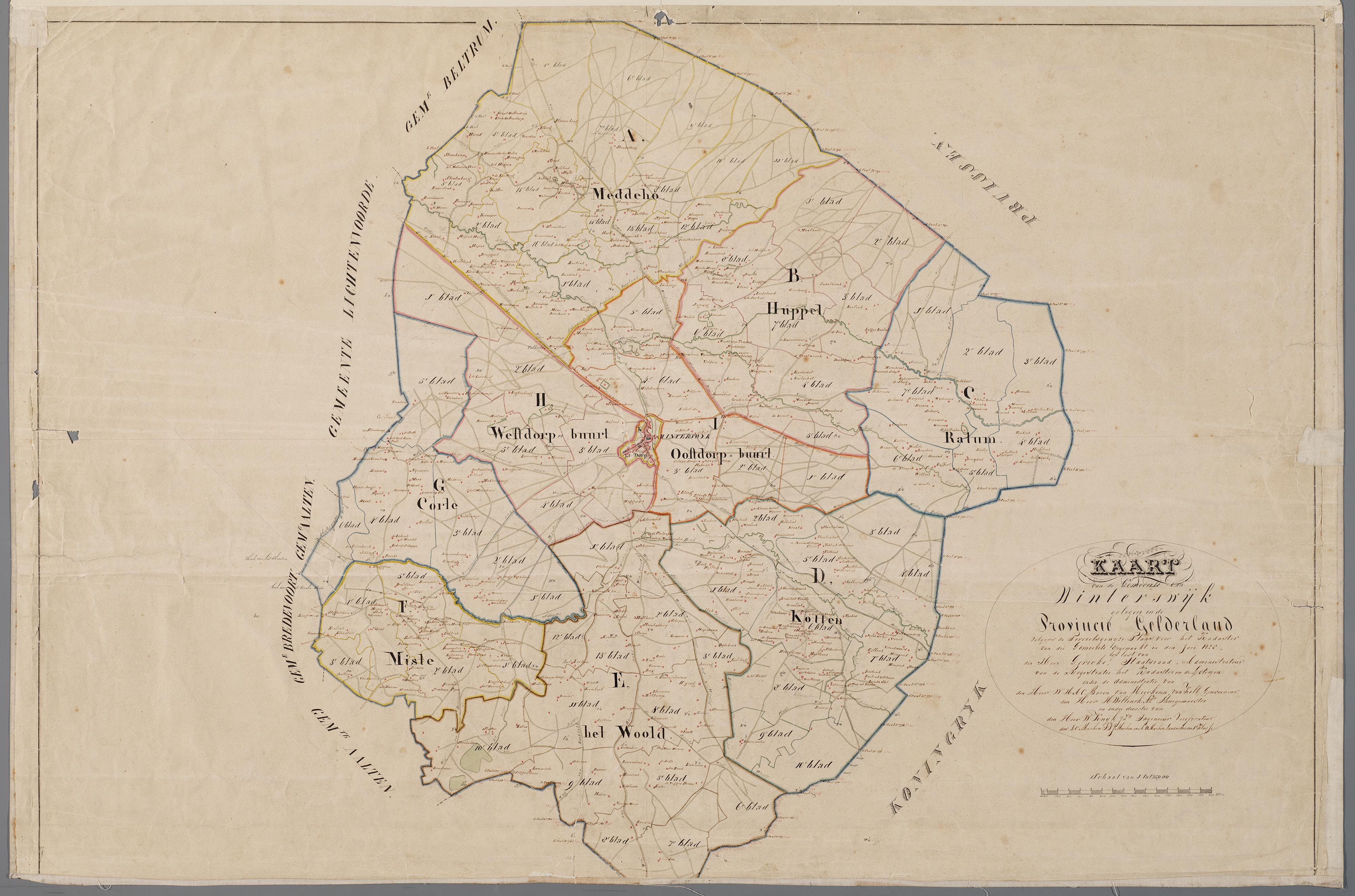
Kadastrale kaart Winterswijk 1828

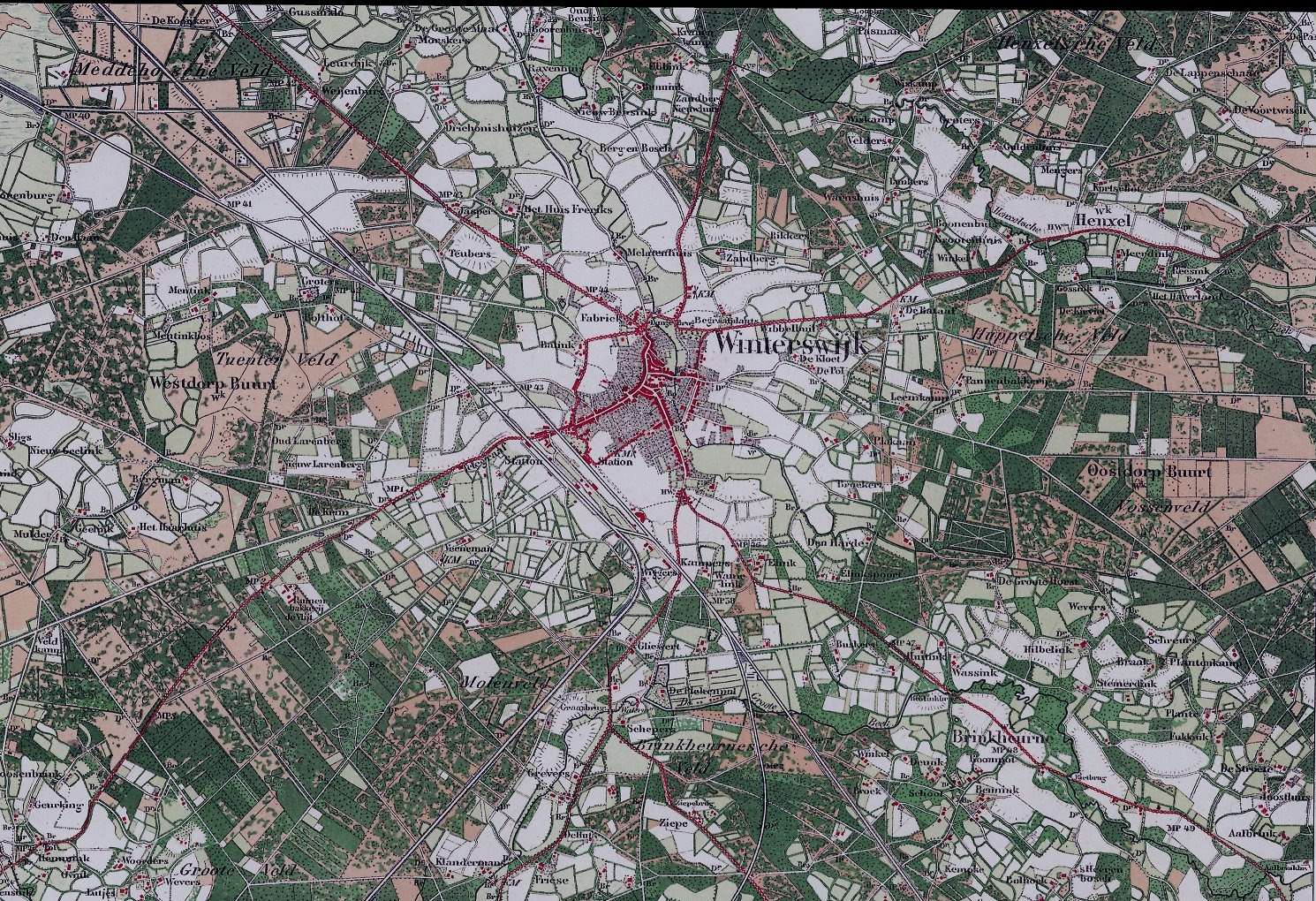
Topografische kaart Winterswijk 1911

Hoofdplaats: Winterswijk      Dorp: Meddo

Buurtschappen: Brinkheurne · Corle · Henxel · Huppel · Kotten · Miste · Ratum · Woold

Voormalige buurtschappen: Oostdorp Buurt · Westdorp Buurt

Niet-officiële buurtschap: Vosseveld

Gelderland: Steden en dorpen in Gelderland      Nederland: Provincies · Gemeenten